# Valdisotto

Gemeinde Valdisotto in der Provinz Sondrio

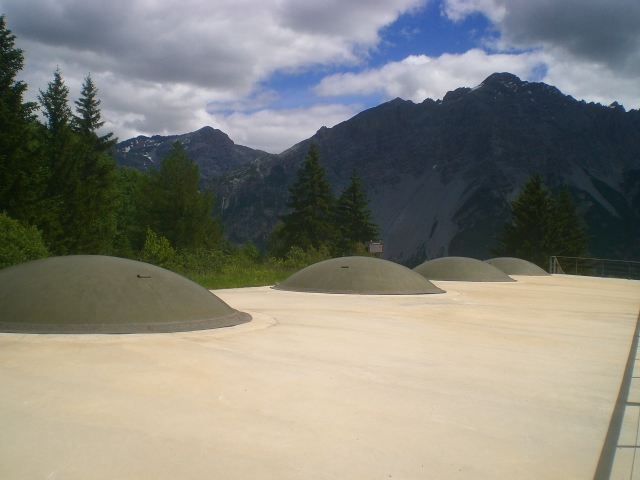
Batterieblock Forte Oga

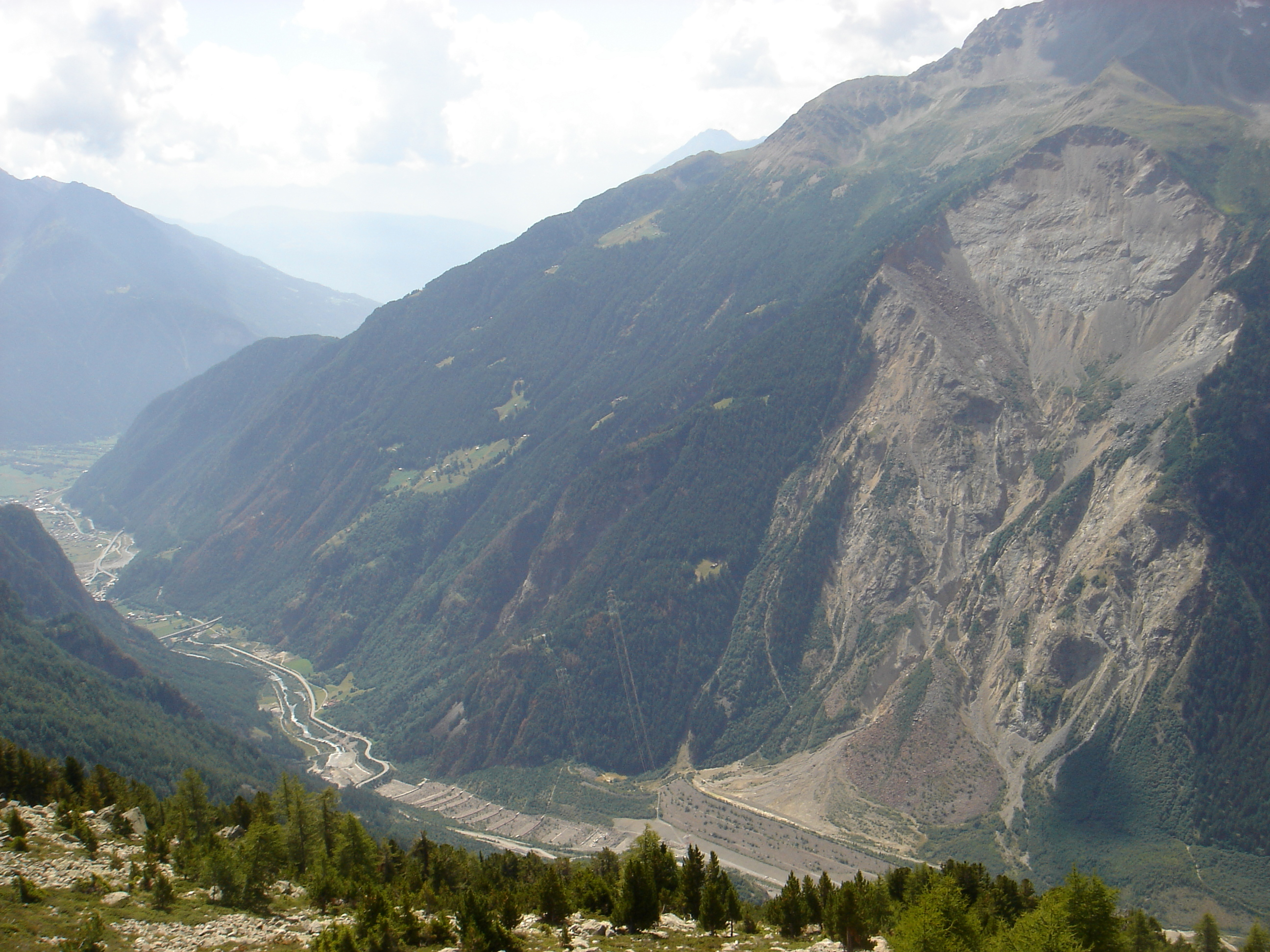
Erdrutsch 1987

Valdisotto ist eine norditalienische Gemeinde (comune) mit 3565 Einwohnern (Stand 31. Dezember 2023) in der Provinz Sondrio in der Lombardei.

## Geographie
Die Gemeinde liegt etwa 37 Kilometer nordöstlich von Sondrio an der Adda. Valdisotto ist Teil der Comunità Montana dell'Alta Valtellina, im Osten der Gemeinde befindet sich der Nationalpark Stilfserjoch. Die Nachbargemeinden sind Bormio, Grosio, Sondalo, Valdidentro und Valfurva. Im Süden von Bormio verbindet der Valdisotto, ein schmaler Korridor, den der Fluss Adda durchquert, das Becken von Bormio mit dem Veltlin, dem Comer See und der Poebene.

## Geschichte
Im Mittelalter hatte hier die Abtei des Heiligen Columbanus aus Bobbio reiche Besitzungen. Die Gemeinde von Valdisotto wurde am schwersten von den tragischen Ereignissen im Juli 1987, dem Jahr des Hochwassers des Veltlins, getroffen. Tatsächlich zerstörte der Erdrutsch, der sich von Monte Zandila (Monte Coppetto) trennte, vollständig den Ort Sant’Antonio Morignone und das Gebiet von Morignone. Dabei kamen insgesamt mehr als 50 Menschen ums Leben. Der Schaden belief sich auf etwa 4 Billionen Lire.
Die höchste Zahl von Todesfällen, 28 jedoch, ereignete sich im Weiler Aquilone, der nicht evakuiert worden war und durch die Luftbewegung zerstört wurde. Dazu müssen noch 7 Arbeiter hinzukommen, die vor ein paar Tagen daran arbeiteten, die von einem Erdrutsch überladene Straße wiederherzustellen. Von diesem ruinösen Erdrutsch wurde die Kirche von San Bartolomeo de Castelàz gerettet, die, wegen seiner leicht erhöhten Position, völlig vom Erdrutsch selbst umgeben wurde.

## Verkehr
Durch die Gemeinde führt (fast gänzlich als Tunnelstrecke) die Strada Statale 38 dello Stelvio von Piantedo nach Bozen.

## Sport
In der Gemeinde Valdisotto gibt es zwei Skigebiete: das von Oga, das mit San Colombano und den Skipisten von Isolaccia in der Gemeinde Valdidentro verbindet, und das von Bormio. In der Tat, die Pisten des Vallecetta Berg, auf dem die Skilifte und Skipisten in der Gemeinde Valdisotto befinden.

## Sehenswürdigkeiten
- Pfarrkirche Heilige Lorenzo und Colombano im Ortsteil Oga den Heiligen San Lorenzo gewidmet, Märtyrer der ersten Jahrhunderte und Diakon verbrannt auf dem Grill lebendig, in seiner Erinnerung die Nacht zwischen Am 9. und 10. August, am Hang des Dorfes Oga, das das Gebiet von Bormio dominiert, werden große Feuer entzündet, die bis zum Morgengrauen brennen. Der zweite Schutzheilige ist der irische Missionar Columban von Luxeuil, verehrt seit vielen Jahrtausenden im Hochveltli; eine Legende will, dass, als er durch diese trostlosen Täler ging, er eine Kirche gründete, die später ihm geweiht wurde.
- Beinhaus im Ortsteil Cepina, erbaut in der Mitte des achtzehnten Jahrhunderts durch den Willen der Cepinaschi, im Inneren arbeiteten die größten künstlerischen veltlinen Meisterwerke des 18. Jahrhunderts. Schon wenige Jahre nach seinem Bau wurde es als Nationaldenkmal anerkannt. Es wurde als ein Beinhaus neben der Pfarrkirche Santa Maria Assunta di Cepina proyektiert und im 20. Jahrhundert wurde es als Baptisterium verwendet.